# Rio Itaim (vattendrag i Brasilien, Piauí)
Rio Itaim är ett vattendrag i Brasilien.   Det ligger i delstaten Piauí, i den östra delen av landet, 1 200 km nordost om huvudstaden Brasília.
Omgivningarna runt Rio Itaim är huvudsakligen savann. Runt Rio Itaim är det ganska glesbefolkat, med 30 invånare per kvadratkilometer.